# Дени, Себастьен
Себастье́н Дени́ (фр. Sébastien Denis; род. 4 мая 1971, Париж) — французский легкоатлет, специалист по барьерному бегу. Выступал на профессиональном уровне в 1996—2005 годах, трёхкратный чемпион Франции, победитель и призёр ряда крупных международных стартов.

## Биография
Себастьен Дени родился 4 мая 1971 года в Париже, Франция.
Первого серьёзного успеха в лёгкой атлетике на международном уровне добился в сезоне 1997 года, когда вошёл в состав французской сборной и выступил на Франкофонских играх в Антананариву, где в зачёте бега на 110 метров с барьерами выиграл бронзовую медаль.
В январе 1999 года на домашних соревнованиях в Льевене превзошёл всех соперников и установил свой личный рекорд в барьерном беге на 60 метров в помещении — 7,60.
В 2000 году бежал 60 метров с барьерами на чемпионате Европы в помещении в Генте, в финал не вышел. На чемпионате Франции в Ницце одержал победу в беге на 110 метров с барьерами.
В 2002 году в 60-метровом барьерном беге выступил на чемпионате Европы в помещении в Вене. В 110-метровом барьерном беге выиграл чемпионат Франции в Сент-Этьене.
В 2003 году в третий раз стал чемпионом Франции в беге на 110 метров, с личным рекордом 13,57 победив на соревнованиях в Нарбоне.
В 2004 году среди прочего финишировал шестым на Кубке Европы в помещении в Лейпциге, дошёл до стадии полуфиналов на чемпионате мира в помещении в Будапеште, показал пятый результат на Кубке Европы в Быдгоще.
В 2005 году отметился выступлением на чемпионате Европы в помещении в Мадриде, стал финалистом на дистанции 60 метров с барьерами. В ходе сезона Дени уличили в нарушении антидопинговых правил — его проба показала наличие запрещённого вещества эфедрина. Спортсмена не стали отстранять от участия в соревнованиях, ограничившись лишь публичным предупреждением, но он всё равно закончил на этом свою профессиональную карьеру.